# Conca de Barberà (Weinbaugebiet)
Conca de Barberà (katalanisch: „Becken von Barberà“) ist ein Weinanbaugebiet im Norden der spanischen Provinz Tarragona, Katalonien. Seinen Namen erhielt das Becken von der berühmten Rebsorte „Barberà“, die in diesem Gebiet angebaut wird. Mit einer Fläche von 5,900 Ha verzeichnet das Anbaugebiet über 20 Weingüter. Insgesamt werden pro Jahr 30.000 Liter Wein produziert. Conca de Barberà hat die Klassifizierung D.O. (Denominación de Origen).

## Geographische Lage und Klima
Nördlich des Provinzhauptortes Montblanc (Tarragona) liegt Conca de Barberà zwischen den Mittelgebirgsketten des Montsant und Priorat. Das Erosionsbecken wird auf westlicher Seite von dem Fluss „Riù Francolí“ und dem Nebenfluss „Anguera“ und östlich vom „Ríu Gaiá“ begrenzt. Die Kraft der Erosion schaffte einen kalkhaltigen aufgelockerten Boden. Das mediterrane und trockene Klima hat einen leichten kontinentalen Einfluss, der für prägnante Temperaturunterschiede zwischen Tag und Nacht sorgt. Diese sind jedoch für den Geschmack der Weine und die Qualität der Rebstöcke sehr wichtig.
Die Rebflächen verteilen sich neben Montblanc auf die Gemeinden Barberà de la Conca, Blancafort, Conesa, L’Espluga de Francolí, Forès, Pira, Rocafort de Queralt, Sarral, Senan, Solivella, Vallclara, Vilaverd und Vimbodí i Poblet.

## Typische Reben
Zu den wichtigsten Rebsorten zählen die Macabeo und Parellada, die traditionell den Cava-Sorten angehören. Beide Sorten werden in der Verarbeitung zu sehr reinem Weißwein gekeltert. Weitere weiße Rebsorten sind Chardonnay, welcher zudem zur Schaumweinerzeugung verwendet wird, und Sauvignon Blanc. Der Weißwein manifestierte den Erfolg der Conca de Barberà.
Zu den roten Rebsorten des Anbaugebiets zählen Trepat, Ull de Llebre (Tempranillo), Garnatxa, Cabernet Sauvignon, Merlot, Pinot noir und Syrah.

## Geschichte
Seit dem ersten Jahrhundert n. Chr. wurde in der Conca de Barberà Wein angebaut. Im 12. Jahrhundert ging der Weinanbau an die Klöster über, die sich in diesem Gebiet anzusiedeln begannen. Hier besteht unter anderem eine starke Verbundenheit mit der Geschichte des Klosters von Poblet. Ende des 18. Jahrhunderts war der Wein aus Conca de Barberà großräumig bekannt und konnte die USA und viele europäische Länder als seine großen Exportkunden benennen. Die Weinreben wurden gegen Ende des 19. Jahrhunderts von der Reblaus befallen, welche die Pflanzen stark schädigten. Bis heute konnten keine Erfolge dergleichen verzeichnet werden, wie sie im 18. Jahrhundert erwirtschaftet wurden.

## Sonstiges
Das Conca de Barberà vollzieht zwei Weinernten pro Jahrgang. Die Trauben, die in Lagen mit hoher Sonneneinstrahlung wachsen, werden vier Wochen vor der Hauptlese schon gepflückt und zu sehr obstartigen und erfrischenden Weiß- und Rotweinen gekeltert. Dieser ist nicht zur Lagerung, sondern zur jungen Verwendung vorgesehen. Das Weinanbaugebiet ist zudem eines der prägendsten Cava- und Rosé-Produzenten.

## Belege
1. 1 2 3 4  Weinanbaugebiet DO Conca del Barberà. Abgerufen am 23. September 2017 (deutsch).
2. 1 2  espavino.com - Spanien - Weinregionen und ihre Weine: Spanische Weinregionen und ihre Weine - Spanische Weine (Wein aus Spanien). Archiviert vom Original (nicht mehr online verfügbar) am 23. September 2017; abgerufen am 23. September 2017.  Info: Der Archivlink wurde automatisch eingesetzt und noch nicht geprüft. Bitte prüfe Original- und Archivlink gemäß Anleitung und entferne dann diesen Hinweis.
3. 1 2 3 4  ➤ Conca de Barbera - Weinbauregion in Spanien, Weine und Weinbau in Conca de Barbera. Abgerufen am 23. September 2017.
4. ↑  Conca de Barbera: Köstliche Rotweine aus Trepat! Abgerufen am 23. September 2017.